# Praxágoras de Cos
Praxágoras fue un influyente médico de la antigua Grecia. Nació en la isla de Cos en torno al año 340 a. C. Tanto su padre, Nicarchus de Cos, como su abuelo fueron también médicos. Se conocen pocos detalles de la vida de Praxágoras y ninguna de sus obras se conserva en la actualidad.

## Historia
Entre la muerte de Hipócrates en 375 a. C. y la aparición de la Escuela de Alejandría en Egipto, la medicina griega entró en un período de especulación en el que se produjeron pocos avances. Durante esta época cuatro hombres tomaron el relevo de la escuela hipocrática y avanzaron algo en el campo de la anatomía: Diocles de Caristo, Herófilo, Erasístrato, y finalmente Praxágoras.
Galeno, la figura médica romana más importante de la antigüedad, definió a Praxágoras como uno de los más influyentes médicos de la escuela dogmática. Galeno conocía probablemente sus obras, sobre ciencias naturales, anatomía y etiología de las enfermedades.
Praxágoras adoptó una variante de la teoría de los cuatro humores de Hipócrates, pero en vez de cuatro (sangre, flema, bilis amarilla y bilis negra) describió hasta once humores diferentes. Como el resto de médicos de su época creía que la salud y la enfermedad eran producto del equilibrio entre esos humores. Consideraba la digestión como un proceso de putrefacción o descomposición, idea que quedaría abandonada hasta el siglo XIX.
Praxágoras se vio influenciado en especial por la Escuela Alejandrina. Tras la muerte de Alejandro Magno Egipto cayó en manos del General Ptolomeo quién fundó una moderna universidad con la primera escuela médica de la antigüedad. Se permitió la disección de cadáveres humanos, y aunque la biblioteca sería posteriormente destruida, los traductores árabes de siglos posteriores consiguieron salvar varias obras de esta escuela.

## La teoría de la circulación
Praxágoras estudió la anatomía de Aristóteles y la mejoró, distinguiendo entre venas y arterias. Creía que las arterias eran tubos de aire, similares a la tráquea y los bronquios, y que transportaban el "pneuma", o aliento vital. Las arterias tomaban este aliento vital de los pulmones llevándolo al lado izquierdo del corazón, y, a través de la aorta, al resto de arterias del cuerpo. Creía que las arterias partían del corazón y las venas del hígado, llevando estas últimas la sangre, creada en el hígado tras la digestión del alimento. 
Aristóteles, Diocles, y Praxogoras creían que el corazón era el órgano central de la inteligencia humana y el asiento de los pensamientos. Praxágoras, a diferencia del resto, creía que la función de los pulmones era proveer de pneuma al organismo, y no de refrigerar el cuerpo, como era la creencia común.

### Arterias y pulsos
Las teorías de Praxágoras sobre las arterias fueron muy influyentes en el desarrollo de la fisiología. En una época en la que se desconocía la existencia de los nervios Praxágoras propuso que las arterias iban disminuyendo su calibre hasta desaparecer para "fabricar el movimiento". Su alumno Herófilo, descubriría años más tarde los nervios sensitivos y motores.
Se interesó en el pulso y fue el primero en centrar la atención en la importancia del pulso para el diagnóstico de determinadas enfermedades. Insistía en que las arterias latían por sí mismas, independientemente del corazón, y de nuevo Herófilo refutará esta doctrina en su tratado "Sobre los pulsos". 
En otra área, Galeno criticó a Praxágoras su escaso interés en la anatomía y atribuyó al de Cos una metodología más especulativa que empírica.
500 años tras la muerte de Praxágoras todavía era una creencia común pensar que las arterias llevaban aire en vez de sangre. Su alumno más famoso, Herófilo de Calcedonia sería uno de los principales médicos de la Escuela Médica de Alejandría.